# Evelyn Arys
Evelyn Arys (Aalst, 21 juli 1990) is een Belgisch voormalig wielrenster, die zich toelegde op baanwielrennen en wegwielrennen. Ze werd meerdere keren Belgisch kampioene, bij de nieuwelingen, de junioren en in 2011 bij de elite. In 2012 werd ze Europees kampioene bij de beloften. Arys reed in 2009 voor Lotto-Belisol Ladies, in 2011 en 2013 voor Sengers Ladies Cycling Team, in 2012 voor Kleo Ladies Team en in 2014 en 2015 reed ze voor Topsport Vlaanderen-Pro-Duo.

## Biografie
In 2005 debuteerde ze met goud op het Belgisch kampioenschap wielrennen voor dames nieuwelingen in Vezin. Nadien volgde nog een eerste plaats op een nieuwelingenwedstrijd in Bellegem. In 2006 haalde ze goud op het Belgisch kampioenschap tijdrijden voor dames nieuwelingen in Wachtebeke en voor het tweede jaar op rij goud op het Belgisch kampioenschap wielrennen voor dames nieuwelingen in Erpe-Mere. Ze won dat jaar ook een nieuwelingenwedstrijd in Grimbergen. In 2007 werd ze in Beveren eerste op het Belgisch kampioenschap wielrennen voor dames junioren. Daarnaast won ze juniorenwedstrijden in Neeroeteren en Muizen, en elitewedstrijden in Wenduine, Massemem en Ruien.
In 2008 reed ze in Kaapstad samen met Jolien D'Hoore en Jessie Daams op de Wereldkampioenschappen baanwielrennen voor junioren de ploegentijdrit en behaalden ze brons. Met dezelfde ploeg eindigde ze op het Wereldkampioenschappen baanwielrennen 2008 elite ploegenachtervolging zevende en laatste in Manchester en haalden ze op de Europese kampioenschappen baanwielrennen ploegenachtervolging in Pruszków zilver. Op het Belgisch kampioenschap baanwielrennen ploegenachtervolging 2008 haalde ze goud met D'Hoore en Kelly Druyts. Ook in 2008 haalde ze in Hooglede-Gits zilver op het Belgisch kampioenschap wielrennen voor dames junioren, nadat ze aanvankelijk gehuldigd werd als winnares. Ze werd tot slot eerste in het Belgisch kampioenschap tijdrijden voor dames junioren 2008 in Moeskroen.
In 2009 startte ze bij Lotto-Belisol Ladies. Op 30 mei 2010 werd ze in Geel derde op het Belgisch kampioenschap wielrennen voor dames elite. Op 26 juni 2011 werd ze in Hooglede-Gits Belgisch kampioen wielrennen voor dames elite.

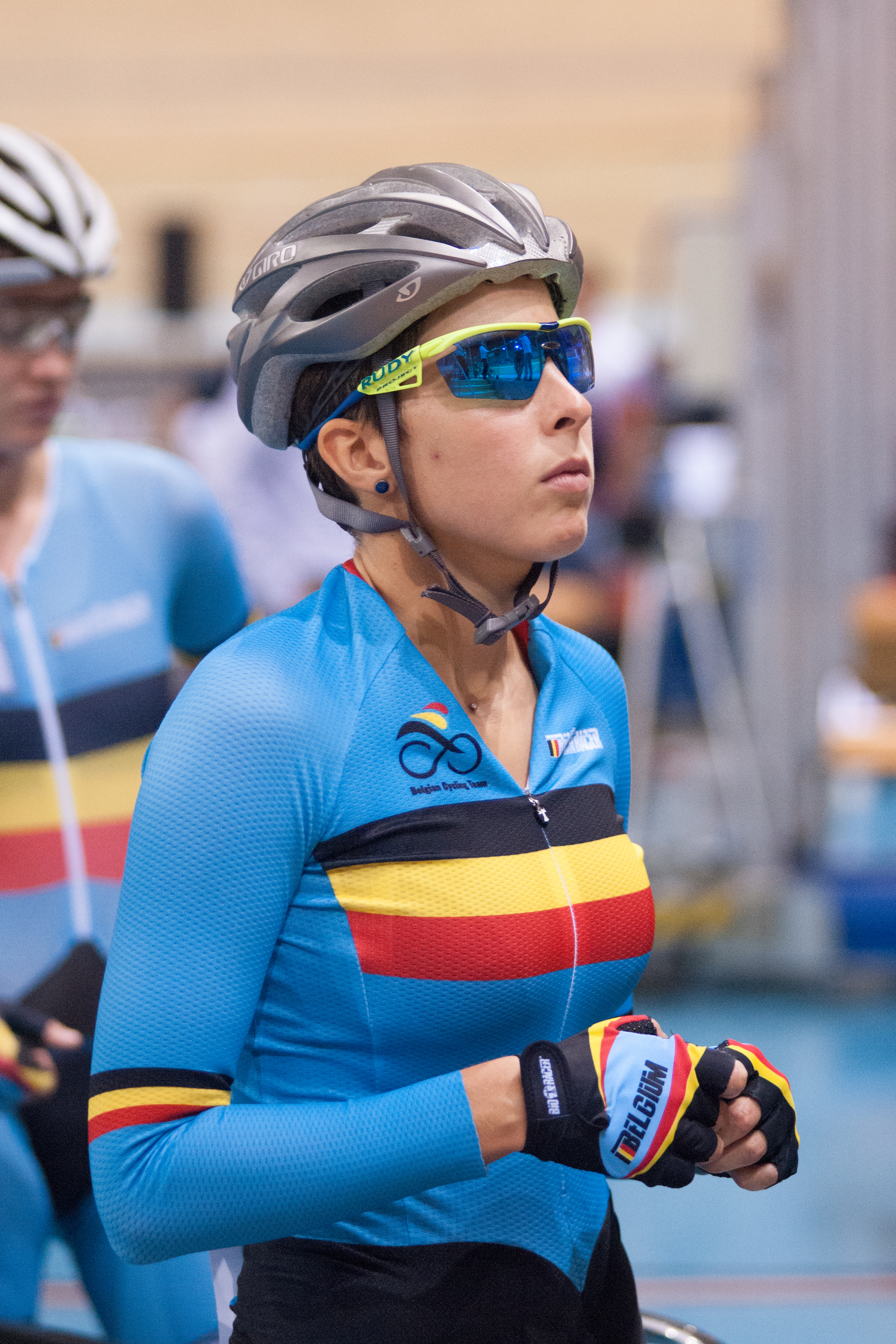
Evelyn Arys op 4 oktober 2013 bij de start van de Trois jours d'Aigle

In 2012 werd ze Europees kampioen bij de beloften op de wegrit in Goes. Vanaf eind mei 2014 moest ze rust nemen om te herstellen van een zitvlakblessure. Ze maakte haar comeback in mei 2015 in de Holland Hills Classic. In juni werd ze nog vijfde in de Diamond Tour en eveneens vijfde tijdens het Belgisch kampioenschap. Haar laatste wedstrijd was La Madrid Challenge by La Vuelta op 13 september 2015. In april 2016 beëindigde ze haar carrière, omdat ze te veel last had van de aanslepende zitvlakblessure.

## Palmares

### Weg
2005
- BK wegrit nieuwelingen

2006
- BK tijdrit nieuwelingen
- BK wegrit nieuwelingen

2007
- BK wegrit junioren

2008
- BK tijdrit junioren
- BK wegrit junioren

2010
- BK wegrit elite

2011
- BK wegrit elite

2012
- EK wegrit U23
- 2e etappe (TTT) Trophée d'Or
  -  1e etappe Trophée d'Or
- 3e etappe Rabo Ster Zeeuwse Eilanden
- 5e etappe Energiewacht Tour
- 2e etappe GP Elsy Jacobs

### Piste
| Jaar | BK                   | EK                            | WK                                                            |
| ---- | -------------------- | ----------------------------- | ------------------------------------------------------------- |
| 2008 | ploegenachtervolging | junioren ploegenachtervolging | junioren ploegenachtervolging · 7e elite ploegenachtervolging |

## Ploegen
- 2009 - Lotto-Belisol Ladiesteam
- 2011 - Sengers Ladies Cycling Team
- 2012 - Kleo Ladies Team
- 2013 - Sengers Ladies Cycling Team
- 2014 - Topsport Vlaanderen-Pro-Duo
- 2015 - Topsport Vlaanderen-Pro-Duo

Armitstead · Arys · De Vuyst · Delfosse · Depoorter · Eeckhout · Gilmore · Koedooder · Lanssens · Mackie · Schoonbaert · Silversides · Torp · Van Doorslaer · Verbeke